# Ulrik Frederik Suhm
Ulrik Frederik Suhm (født 4. juli 1686 i Pinneberg, død 26. november 1758 i København) var en dansk søofficer.

## Uddannelse
Han var søn af etatsråd, amtsforvalter i Pinneberg Henrik Suhm (10. oktober 1636 – 16. april 1700) og Margrethe Dorothea von Felden (1648-1711). Faderen optoges i den danske adelstand 1683. Suhm selv var født 4. juli 1686 i Pinneberg som det 16. af 17 børn. Han bestemtes først for den juridiske vej, men da lysten til dette studium manglede, bestemtes han til søkrigerstanden. Efter faderens død kom Suhm til København, blev kadet og fik i sin indflydelsesrige mostersøn, daværende Holmens chef, admiral Christopher Ernst von Støcken, en mægtig beskytter. 1704 gjorde han sit første togt under admiral Peter Raben, gik derefter 1705-08 i engelsk orlogstjeneste, hvor han under admiral Cloudesley Shovell bivånede en del kampe i Middelhavet under Den Spanske Arvefølgekrig. Han blev sekondløjtnant i den danske marine 1709; samme år avancerede han til premierløjtnant, 1711 til kaptajnløjtnant, 1714 til kaptajn, 1723 til kommandørkaptajn, 1736 til schoutbynacht (kontreadmiral), 1739 til viceadmiral og blev 1742 virkelig admiral.

## Den Store Nordiske Krig
Under Den Store Nordiske Krig blev Suhm en del benyttet. Allerede 1710 finder vi ham som chef for fregatten Snarensvend i kommandør Hjorths eskadre, der vinteren over havde station ved Christiansø. Året efter førte han fregatten Hvide Falk på konvoj, 1713 kommanderede han fregatten Raa, 1714 beordredes han at indtræde i den krigsret, der under admiral Mikkel Bille nedsattes for at undersøge Tordenskiolds forhold med fregatten Løvendals Galej, hvilken han havde engageret i en lovlig letsindig kamp mod en svensk modstander. Suhm lod sig imidlertid sygemelde, hvorved han slap fri for at bedømme Tordenskiolds sag og vandt dennes velvilje. 1715 deltog han som chef for linjeskibet Ebenezer i admiral Peter Rabens kamp mod svenskerne ved Jasmund (Rygen), 1716 var han Ulrik Christian Gyldenløves flagkaptajn i Elefanten, 1717 bestemtes han til chef for det ved Kolberg Red 1715 erobrede skib Nordstjærnen, men kom ikke længere end ud på reden. 1718 var han med Tordenskiold i dennes skib Ebenezer i Rabens flåde, der i Østersøen opererede sammen med en engelsk flåde. 1719 blev han chef for et kompagni søfolk og beskæftigedes efter krigens ophør som medlem af flere kommissioner.

## Intriger og ufrivilligt eksil
Vi kommer nu til et kedeligt kapitel i Marinens historie. I den langvarige krigstilstand havde efterhånden mange misbrug indsneget sig, pengenøden var stor, og der måtte både reformeres og spares; tonen i officerskorpset var heller ikke god. Angiveri og mistænkeliggørelse blev dagens orden og fandt en uheldig ansporing i Frederik IV's mistænksomme sind. Da Suhm og nogle andre officerer 1728 til kongen havde erklæret sig ude af stand til at kunne administrere deres kompagnier med de penge, der stilledes til deres rådighed, fandt den enevældige monark, at der her var begået et utilbørligt brud på disciplinen, og at en sådan kritik straks burde stoppes. Suhm og hans kammerater, kommandørkaptajnerne Frederik Hoppe og Vilhelm Lemvig, blev derfor uden dom eller undersøgelse afskediget uden pension. Kongen betegnede dem som «urolige Hoveder» og kaldte deres adfærd for en revolte, hvilket dog var en uretfærdighed, da kompagniernes hvervingspenge samtidig forøgedes, hvad der netop havde været målet for Suhms andragende; men at Suhm virkelig har været i alt fald noget af et uroligt hoved, deri har Frederik IV næppe haft megen uret. I den pinlige forlegenhed, hvori Suhm efter sin bratte afsked befandt sig, kom Christian Siegfried von Plessen ham ædelmodigt til hjælp, idet han tilbød ham frit ophold på godset Næsbyholm, og her – i naturskønne omgivelser – boede han så i 2 år med sin familie, sysselsat med administration og forbedringer af godset, der mere og mere betroedes til hans omsorg, navnlig efter at Plessen havde mistet sin hustru og var rejst udenlands. Den tyske kejser skal gennem grev Friedrich Heinrich von Seckendorff på dette tidspunkt have søgt at få Suhm til at træde i hans tjeneste og fristede ham med løfte om en stor årlig løn; Suhm modtog imidlertid ikke tilbuddet.

## Tilbage i tjeneste
Efter Frederik IV's død 1730 ansattes Suhm på ny i tjenesten, og 5 år senere betroedes der ham det ansvarsfulde hverv som Holmens chef, efter at Mikkel Bille var blevet afskediget i unåde; samtidig ansattes grev Frederik Danneskiold-Samsøe som Marinens øverste bestyrer. Til en begyndelse kom disse 2 dygtige, om end herskesyge, mænd godt ud af det sammen; i samdrægtighed arbejdede de på den forfaldne flådes genoprejsning; på Holmen opførtes nye magasiner, Dokken fuldførtes, og en del nye skibe byggedes. i spidsen for skibsbyggeriet stod den gang den dygtige og djærve Knud Nielsen Benstrup, der imidlertid hurtig tabte Danneskiolds yndest. På et ret spinkelt grundlag rejste denne sag imod ham, Suhm og andre sluttede sig til hans modstander, og 1739 blev Benstrup afskediget samt arresteret i Kastellet; mod 2 søofficerer, Frederik Christopher Lütken og Adam Frederik Lützow, der havde vovet at tage parti for ham, blev der også faret skånselsløst frem, idet førstnævnte afskedigedes uden pension, og Lützow fik en streng irettesættelse. I den meget hårtrukne sag mod Frederik Hoppe var Suhm heller ikke ganske uvirksom. Uagtet hovedskylden for disse brutale uretfærdigheder naturlig må falde på Danneskiold, kan man dog ikke befri Suhm for en væsentlig medskyld, navnlig over for Benstrup; i hans særlige stilling burde han have indset, hvor ringe de fejl var, man forekastede denne, og som direkte overordnet burde han have forsvaret ham i stedet for at skubbe til den hældende vogn. Men tidsånden var som sagt demoraliseret, intrigespil florerede, og uvilkårlig søgte de fleste at holde med den stærkeste, hvis de ikke følte sig selv stærke nok til at turde vove et angreb. Til en ringe undskyldning kan det tjene Suhm, at han selv også var genstand for anonyme angreb i denne periode, om end ikke fra Benstrup, og derfor lod sig friste til at tage offensiven. i årenes løb kølnedes forholdet mellem Suhm og Danneskiold kendeligt, og da endelig Dokken var blevet færdig, men syntes at lide af mangler, mente Suhm – heri understøttet af den intrigante admiral Andreas Rosenpalm – at have fået kort på hånden, hvormed han kunne fælde sin tidligere velynder. 1743 anklagede han Danneskiold for at have forsømt havnen og dokken. Christian VI, for hvem klagen fremførtes, undersøgte sagen nøje, tilkaldte bygmesteren, kommandørkaptajn Johan Heinrich Dumreicher, lod denne afgive forklaring og kom til det resultat, at anklagen havde været ubeføjet. Suhm måtte bøde for sin klagelyst; for anden gang afskedigedes han, dog erholdt han nu en pension af 1200 Rdl.

## Nyt eksil og tilbagevenden
De påfølgende 3 år boede han atter på Næsbyholm, hvortil von Plessen på ny indbød ham; men 1746, da Frederik V kom på tronen, ansattes han igen i tjenesten og overtog straks sit gamle embede som chef for Ny- og Gammelholm, hvilken stilling han beholdt indtil 1756. Ved kongens kroning 1747 modtog han det hvide bånd. 1753 indtrådte Suhm i kommissionen til anlæg af Nivå galejværft, 1754 blev han præsident i Det vestindiske Kompagni. Efter sin afgang som Holmens chef erholdt han rang med generaler og udnævntes til militær deputeret i det kombinerede Admiralitets- og Generalkommissariats-Kollegium; i dette forblev han til sin død, der indtraf midnat mellem 25. og 26. november 1758.
Suhm blev 3. september 1718 gift med Hilleborg Cathrine Lerche (9. april 1701 – 26. maj 1767), datter af etatsråd Christian Lerche til Nielstrup og Engestofte. Blandt deres 3 børn findes den berømte Peter Frederik Suhm.
Han blev begravet i Sankt Nikolai Kirke i København.

## Vurdering
I admiralitetskollegiets registerprotokol findes en slags biografi over Suhm; den slutter med følgende udtalelse: "han var middelhøj, rank og velskabt, munter og utrættelig, ualmindelig sprogkyndig, i religiøs henseende meget strængt troende; i sit daglige Liv var han maadeholden, da han tillige var godgjørende, døde han uden Formue. Han var hurtig og villig til at tilgive dem, der havde gjort ham Uret, og bar senere ingen Nag." I det sidste punkt er denne beskrivelse åbenbar urigtig: Suhm var en dygtig og vel begavet personlighed, men han var stærkt påvirket af sin tid, under hvilken enevælden stod på sin højeste tinde; for ærgerrige sjæle var der kun én vej til at nå fremad: gennem kongens yndest. For at erhverve denne måtte meget andet ofres, og det gjorde Suhm. Han havde set mænd som Christen Thomesen Sehested, Ulrik Kaas, Ole Judichær, Christian Carl Gabel og andre falde, fordi de havde givet en blottelse; han vidste sig omgivet af rænkesmede som Raben, Christian Conrad Danneskiold-Laurvig, Rosenpalm, til dels også Frants Petersen Trojel o.fl.; han kunne da ikke være alt for kræsen i valget af sine midler, og herunder har karakterens renhed lidt; men han havde dog den undskyldning, at de fleste ikke var bedre end han selv, og blandt Marinens dygtige, energiske officerer og administratorer vil han altid beholde en fremragende plads.
Der findes en miniature af Suhm (Frederiksborgmuseet), en gipsmedaljon af Johannes Wiedewelt, et stik af Friedrich Carstens og en medalje af Johan Henrik Wolff 1770; stik derefter af Meno Haas.